# ナズリュ・マンキエフ
ナズリュ・マンキエフ（ロシア語:Назир Юнузович Манкиев、ローマ字:Nazyr Januzovich Mankiev、1985年1月27日 - ）は、ロシアのレスリング選手。2008年北京オリンピックレスリンググレコローマンスタイル55kg級の金メダリストである。ロシア連邦イングーシ共和国スルハヒ出身。

## 実績
- オリンピック
  - 2008年北京オリンピック　金メダル
- 世界選手権
  - 3位　2007年